# Médium (spiritismus)

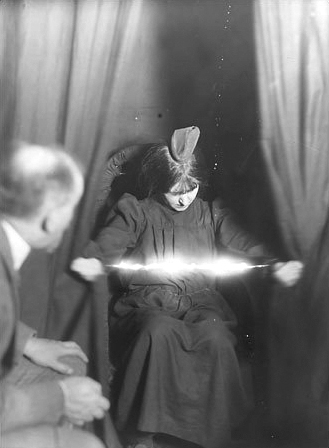
Médium Eva Carrière na fotografii z roku 1916

Médium je ve spiritismu a spiritualismu, případně dalších formách okultismu, osoba, která je údajně schopna, často ve stavu transu, komunikovat s duchy zemřelých. Během spiritistické seance se mají odehrávat různé fenomény: mluvení mrtvých skrze médium či přímo, materializace ektoplazmy, levitace média či různých předmětů a podobně. K nejznámějším médiím patří sestry Foxovy.
Víra v lidi s podobnými schopnostmi jako spiritistická média se objevuje v průběhu historie v mnoha společnostech. Jedná se například o biblickou čarodějnici z Endoru, japonské itako nebo okcitánské armariés. Někdy se o praktikách, které mají umožnit komunikace s mrtvými hovoří jako o nekromantii.

## Armier
Armier či armarié, v plurálu armariés, byl v okcitánském folklóru člověk, který má schopnost vidět duše zemřelých a rozmlouvat s nimi, sloužící jako médium a jako průvodce mrtvých do dalšího života. Nejznámějším dokladem o armierech je svědectví kostelníka Arnauda Gélise, řečeno Botheler, v malé vesnici nedaleko města Pamiers, který vyprávěl Jacquesu Fournierovi, místními biskupovi a inkvizitorovovi, roku 1319 o svých schopnostech a o tom, že mrtví nejedí, ale „pijí víno a ohřívají se u ohně, když najdou dům, kde je dostatek dříví; ale víno se nekazí, když ho mrtví pijí.“. Taktéž tvrdil, že poté, co zemřelí přešli do záhrobí, nečekala je žádná zvláštní odměna či trest, jen více či méně trvalý pohyb a aktivitu. V Arnaudově výpovědi a dalších pramenech je zmíněna i existence dalších „médií“, například jeho bratrance Raymondeho nebo ženy jménem Arnalda Riba, která viděla, jak démoni hází zemřelé z útesu. Podobné svědectví o nočním pití vína se objevuje ve výpovědi horalů obviněných z čarodějnictví ze švýcarského Valais z roku 1428 nebo ve zprávě o furlánských benandantech o sto padesát let později. K dalším podobným médiím pak lze připojit Seelenmutter „matku duší“ objevující se v jednom švýcarském pramenu z 16. století.